# Electrostrymon joya
Electrostrymon joya is een vlinder uit de familie van de Lycaenidae. De wetenschappelijke naam van de soort werd als Thecla joya in 1895 gepubliceerd door Paul Dognin.

## Synoniemen
- Thecla canus Druce, 1907
- Thecla nubes Druce, 1907
- Thecla callao Druce, 1907
- Thecla rugatus Druce, 1907
- Thecla bunnirae Dyar, 1918
- Tergissima shargeli Johnson, 1990